# Martha Wainwright
Martha Wainwright (* 8. Mai 1976 in Montreal, Québec) ist eine kanadische Folk-Pop-Musikerin.

## Leben
Martha Wainwright ist die Tochter des US-amerikanischen Singer-Songwriters Loudon Wainwright III und der kanadischen Musikerin Kate McGarrigle sowie die Schwester des Musikers Rufus Wainwright. Sie wuchs im kanadischen Montreal auf, musizierte mit ihrer Mutter und ihrem Bruder seit frühester Jugend und veröffentlichte mehrere EPs. Ihr erstes Album veröffentlichte sie jedoch erst 2005 auf DreamWorks, dem Label, auf dem auch ihr Bruder verpflichtet ist. Es gelangte sofort auf Nr. 18 der kanadischen Albumcharts. Anfang November 2005 erschien es auf V2 Records/Rough Trade Records auch in Deutschland. Zudem erschien 2006 die Single Set the Fire to the Third Bar, die sie zusammen mit Gary Lightbody, dem Frontmann von Snow Patrol auf dem Album Eyes Open sang.
Der ursprünglich für die 4. Staffel der kanadischen TV-Serie Trauma geschriebene Song Dans le silence wurde in Deutschland als Titelstück des ersten „Franken-Tatorts“ Der Himmel ist ein Platz auf Erden mit dem Ermittlerduo Voss und Ringelhahn (Erstausstrahlung 12. April 2015) bekannt.
Martha Wainwright lebt in New York.

## Diskografie
- 1999 – Martha Wainwright (6 trk. EP, re-released 2006)
- 1999 – Factory (4 trk. EP, re-released 2006)
- 2004 – BMFA (Bloody Motherfucking Asshole) (Drowned in Sound) – Single
- 2005 – Martha Wainwright (Drowned in Sound)
- 2008 – I Know You're Married But I've Got Feelings Too
- 2009 – Martha Wainwright's Piaf Record
- 2012 – Come Home to Mama (u. a. mit Hannah Cohen)
- 2013 – Trauma: Chansons de la Série Télé, Saison #4 (OST)
- 2015 – Songs in the dark (gemeinsam mit Lucy Wainwright Roche)
- 2016 – Goodnight City
- 2021 – Love Will Be Reborn